# Superman (песня Барбры Стрейзанд)
«Superman» — песня, записанная американской певицей Барброй Стрейзанд для её одноимённого девятнадцатого студийного альбома 1977 года. Автором песни стал Ричи Снайдер, продюсером записи выступил Гэри Кляйн.
Песня была выпущена в качестве сингла в марте 1979 года, через полтора года после выхода самого альбома Superman. К тому моменту уже были выпущены сборник Greatest Hits Vol. 2 (куда вошёл и «Superman») и Songbird, а сама Стрейзанд готовила к выходу комедию «Главное событие». Тем не менее, сингл имел успех в adult contemporary-чартах в Канаде и США.
На оборотной стороне — песня «A Man I Loved» (авторы Никки Остервен и Джордж Михальски) из альбома Songbird.

## Отзывы критиков
Рецензент журнала Billboard дал положительную оценку песне, отметив как приятно сочетается чистый вокал Стрейзанд со струнной инструментовкой. На сайте AllMusic песня имеет отметку Track Pick.

## Варианты издания
7"-сингл
A1. «Superman» — 2:39
B1. «A Man I Loved» — 3:58

## Позиции в хит-парадах
| Хит-парад (1979)                   | Высшая позиция |
| ---------------------------------- | -------------- |
| Канада (RPM Adult Contemporary)    | 18             |
| США (Billboard Adult Contemporary) | 29             |